# Sai oua

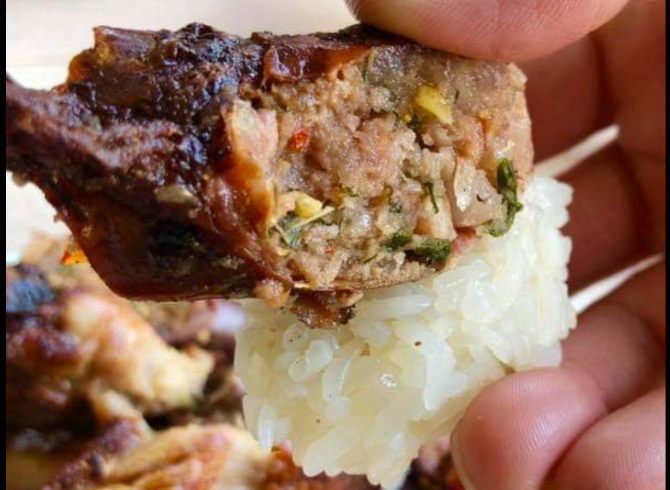
Sai oua với xôi

Sai oua còn gọi là sai ua (tiếng Lào: ໄສ້ອັ່ວ), dùng để chỉ một loại xúc xích phổ biến của Lào được làm từ thịt lợn béo băm nhỏ, ướp với sả, riềng, lá chanh Thái, hẹ, ngò, ớt, tỏi, muối, gạo nếp và nước mắm. Xúc xích Lào là một thuật ngữ rộng được sử dụng để mô tả các biến thể địa phương của xúc xích kiểu Lào được tìm thấy ở Lào, miền Bắc và Đông Bắc Thái Lan.
Sai oua là một từ tiếng Lào cổ để chỉ xúc xích, nghĩa đen là sai (ruột) oua (nhồi). Sai oua là một loại xúc xích cay có nguồn gốc từ Luang Prabang, Lào. Luang Prabang từng là thủ đô hoàng gia và là nơi nắm quyền lực của Vương quốc Lan Xang (1353-1707). Cố đô Luang Prabang được coi là cái nôi của văn hóa và ẩm thực Lào. Ở đỉnh cao quyền lực, ảnh hưởng của Luang Prabang trải dài từ biên giới Tây Song Bản Nạp (Trung Quốc) đến tận Stung Treng (Campuchia), từ biên giới phía đông dọc theo dãy Trường Sơn với Việt Nam đến biên giới phía tây Cao nguyên Khorat (Đông Bắc Thái Lan (Isan)) và vương quốc chị em của nó là Lan Na

## Biến thể
Có hai loại Sai oua ở Lào.
- Sai oua moo hay xúc xích heo, nghĩa đen là sai (ruột) oua (nhồi) moo (lợn).[10] Công thức truyền thống làm món sai oua moo phục vụ cho hoàng tộc Lào có thể được tìm thấy trong bộ tuyển tập các công thức nấu ăn do Phia Sing (1898-1967), đầu bếp riêng của nhà vua và chủ lễ viết nên. Các công thức nấu ăn viết tay của Phia Sing được biên soạn và xuất bản lần đầu tiên vào năm 1981.[10]
- Sai oua kwai hay xúc xích trâu nước, nghĩa đen là sai (ruột) oua (nhồi) kwai (trâu nước)[4]

## Chế biến thương mại
Tong Tem Toh tại Chiang Mai, Thái Lan đã thu hút sự chú ý quốc tế nhờ đĩa món khai vị gồm sai oua.
Sai oua cũng được chế biến trong cộng đồng người Thái và Lào ở phương Tây. Goldee's BBQ tại Fort Worth, Texas phục vụ món sai oua hun khói (“xúc xích Lào”) dựa trên công thức gia truyền của chủ sở hữu người Mỹ gốc Lào Nupohn Inthanousay. Tại Blackstack Brewery ở Saint Paul, Minnesota, Soul Lao phục vụ phiên bản riêng của họ về món xúc xích này. Kao Soy ở Brooklyn, New York được tạp chí New York bình chọn là "Best of New York" năm 2015 cho món sai oua miền Bắc Thái Lan. Nhà hàng Singburi tại Luân Đôn, từng đoạt giải Estrella Dam National Restaurant Awards, cũng nổi tiếng với món sai oua của họ.

## Xúc xích tương tự
Xúc xích trong ẩm thực Lào bao gồm sai gork (tiếng Lào: ໄສ້ກອກ, "xúc xích Lào chua"), "sai gork wan" (tiếng Lào: ໄສ້ກອກຫວານ; xúc xích ngọt) và "sai gork leuat" (tiếng Lào: ໄສ້ກອກເລືອດ; xúc xích huyết), naem (tiếng Lào: ແໜມ; nem chua) và "mam" (tiếng Thái: หม่ำ; xúc xích gan bò).